# Gauss-törvény
A Gauss-törvény lényegében az elektrosztatika törvényeinek integrális alakú megfogalmazása, mely az E(x) elektromos térerősség és az elektromos töltéssűrűség között teremt kapcsolatot.
Tekintsünk egy zárt felület belsejében lévő q ponttöltést! Legyen r a töltés és a felület egyik pontjának távolsága, n a felületnek ebből a pontból kifelé mutató normálisa, dF pedig a tetszőlegesen kicsi felületelem. A q töltés által az adott pontban keltett E elektromos térerősség a felület normálisával Θ szöget zár be. Ekkor fennáll, hogy
{\displaystyle \mathbf {E} \cdot \mathbf {n} dF={\frac {q}{4\pi \varepsilon _{0}}}{\frac {\cos \Theta }{r^{2}}}dF.}
Az E térerősség vektor a felületelemet a q ponttöltéssel összekötő egyenes irányába mutat, ezért
{\displaystyle \mathbf {\cos } \Theta dF=r^{2}d\Omega ,}
ahol dΩ a felületelem által átfogott térszögtartomány a töltés pontjából nézve. Ezt visszahelyettesítve az első képletbe, azt kapjuk, hogy
{\displaystyle \mathbf {E} \cdot \mathbf {n} dF={\frac {q}{4\pi \varepsilon _{0}}}d\Omega }
Ha E normális komponensét integráljuk a teljes felületre (és bevezetjük a felületvektort), akkor az egyetlen ponttöltésre vonatkozó Gauss-törvényt (a Maxwell-egyenletek egyikét) kapjuk:
{\displaystyle \oint _{F}\mathbf {E} \cdot d\mathbf {F} ={\frac {q}{\varepsilon _{0}}}}, ha q az S tartományon belül van. (Ha q az S tartományon kívülre esik, a bezárt töltés zérus (q=0), azaz {\displaystyle \oint _{F}\mathbf {E} \cdot d\mathbf {F} =0}.)

Több töltésből álló diszkrét töltésrendszerre
{\displaystyle \oint _{F}\mathbf {E} \cdot d\mathbf {F} ={\frac {1}{\varepsilon _{0}}}\sum _{i}{q_{i}}.}
Az egyenletben szereplő i index az F felületen belül található töltéseken fut végig.
Folytonos ρ(x) töltéssűrűség esetén a Gauss-törvény
{\displaystyle \oint _{F}\mathbf {E} \cdot d\mathbf {F} ={\frac {1}{\varepsilon _{0}}}\int _{V}\rho (\mathbf {x} )dV}
alakú lesz. Itt V az F felület által határolt zárt tartomány térfogata, azaz F a határfelülete V-nek.
A fenti integrális alakban felírt Gauss-tételt a Gauss–Osztrohradszkij-tétel segítségével differenciális alakban is felírhatjuk: 
{\displaystyle \nabla \cdot \mathbf {E} ={\frac {\rho }{\varepsilon _{0}}}}
Differenciális alakban az elektrosztatikai feladatok közvetlenül megoldhatók.